# Spelaeornis kinneari
Spelaeornis kinneari là một loài chim trong họ Timaliidae.